# FR 1
FR 1 – drugi (po Astérixie) francuski sztuczny satelita. Był cywilnym satelitą naukowym prowadzącym radiowe badania jonosfery. Pracował do sierpnia 1968.

## Opis misji
FR 1 był małym satelitą jonosferycznym przenoszącym dwa eksperymenty.
Na konstrukcję statku składały się dwie, złączone razem, ścięte ośmiościenne piramidy. Bryła mierzyła 68,6 cm, od rogu do rogu. Podstawa była pokryta ogniwami słonecznymi i mierzyła ok. 71,2 cm wysokości. Od spodu, na odległość 48,3 cm, wystawał próbnik elektronów. W górę wystawała antena składowej magnetycznej (71,2 cm wysokości). Ze szczytu korpusu, diagonalnie, wystawały 4 anteny telemetrii. Cztery anteny składowej elektrycznej (198 cm), wystawały symetrycznie z czterech stron korpusu. Statek był stabilizowany obrotowo. Pozycja i obroty były ustalane na podstawie obserwacji Słońca i danych z magnetometru trójosiowego. Na pokładzie nie było rejestratora danych – dane były odbierane w czasie rzeczywistym przez wyznaczone stacje naziemne.

## Ładunek
- Eksperyment odbioru sygnałów VLF z nadajników naziemnych:

Eksperyment VLF (badanie rozchodzenia się fal radiowych bardzo małej częstotliwości w atmosferze) składał się z wyposażenia do obserwacji sygnałów VLF nadawanych przez dwa nadajniki naziemne. Składowa elektryczna była odbierana przez dwa dipole i dwa odbiorniki, składowa magnetyczna przez trzy anteny pętlowe i 3 odbiorniki. Eksperyment uległ uszkodzeniu w dniu 26 sierpnia 1968, po 30 miesiącach pracy. Planowany czas pracy wynosił 10 razy mniej. Te pięć wąskopasmowych (160 Hz) odbiorników o szerokim zakresie dynamicznym (52 dB) odbierało sygnały o częstotliwości 16,8 kHz (St. Assise, Francja – FUB) lub 24 kHz (Balboa, Panama – NBA).
- Próbnik do pomiaru gęstości elektronów.